# Emilia van Württemberg
Emilia of Emilie (Mömpelgard, 19 augustus 1550 – Simmern, 4 juni 1589) was een prinses uit het huis Württemberg. Door haar huwelijk met hertog Richard in 1578 werd ze vorstin van Palts-Simmern.

## Biografie
Emilia was de vierde dochter van hertog Christoffel van Württemberg en Anna Maria van Brandenburg-Ansbach. Ze werd geboren in het Kasteel van Montbéliard, waar haar vader als graaf regeerde voordat hij hertog van Württemberg werd.
Op 29 mei 1578 trouwde Emilia op zevenentwintig-jarige leeftijd met Richard van Palts-Simmern. Richard was op dat moment zesenvijftig jaar en al drie jaar weduwnaar van zijn eerste vrouw, Juliana van Wied. Het huwelijk werd in Simmern groots gevierd met onder andere voettoernooien en ringsteekwedstrijden. Emilia overleed elf jaar na het huwelijk zonder kinderen na te laten. Richard trouwde een half jaar later met Anna Margaretha van Palts-Veldenz.